# رودخانه زوارم
رودخانه زوارم از کوه‌های جهان ارغیان موسوم به تخت میرزا سرچشمه می‌گیرد و در مسیر خود مزارع و باغ‌های روستاهای زوارم، شیرآباد، ورقی، عبدآباد و توده را مشروب می‌سازد و به رودخانه اترک می‌پیوندد. سواحل این رودخانه اتراق گاه‌های مناسبی برای گردشگران دارد.